# العربية الأخمينية

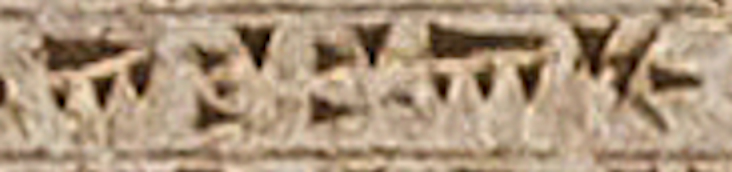
اسم العربية كأرض أخمينية في نقش دارا من دارا الأول (حوالي العام 490 قبل الميلاد): عربايا (𐎠𐎼𐎲𐎠𐎹)

العربية أو العربية الأخمينية (بالمسمارية الفارسية القديمة:𐎠𐎼𐎲𐎠𐎹 عربايا) كانت ساتراب يتبع الإمبراطورية الأخمينية. هذا الساتراب يقابل الأراضي الواقعة بين دلتا النيل (مصر) وبلاد ما بين النهرين والتي عُرفت فيما بعد للرومان فيما بعد باسم العربية البترائية. وفقًا لهيرودوت، لم يُخضع قمبيز الثاني العرب عندما هاجم مصر في العام 525 قبل الميلاد. لا يذكر خليفته دارا الأول العرب في نقش بيستون منذ السنوات الأولى من حكمه، لكن ذكرهم في نصوص لاحقة. هذا يشير إلى أن دارا قد غزا هذا الجزء من شبه الجزيرة العربية أو أنه كان في الأصل جزءً من مقاطعة أخرى، ربما هي بابل الأخمينية، لكنه - أي هذا الجزء - أصبح فيما بعد ساتراب خاصة به.

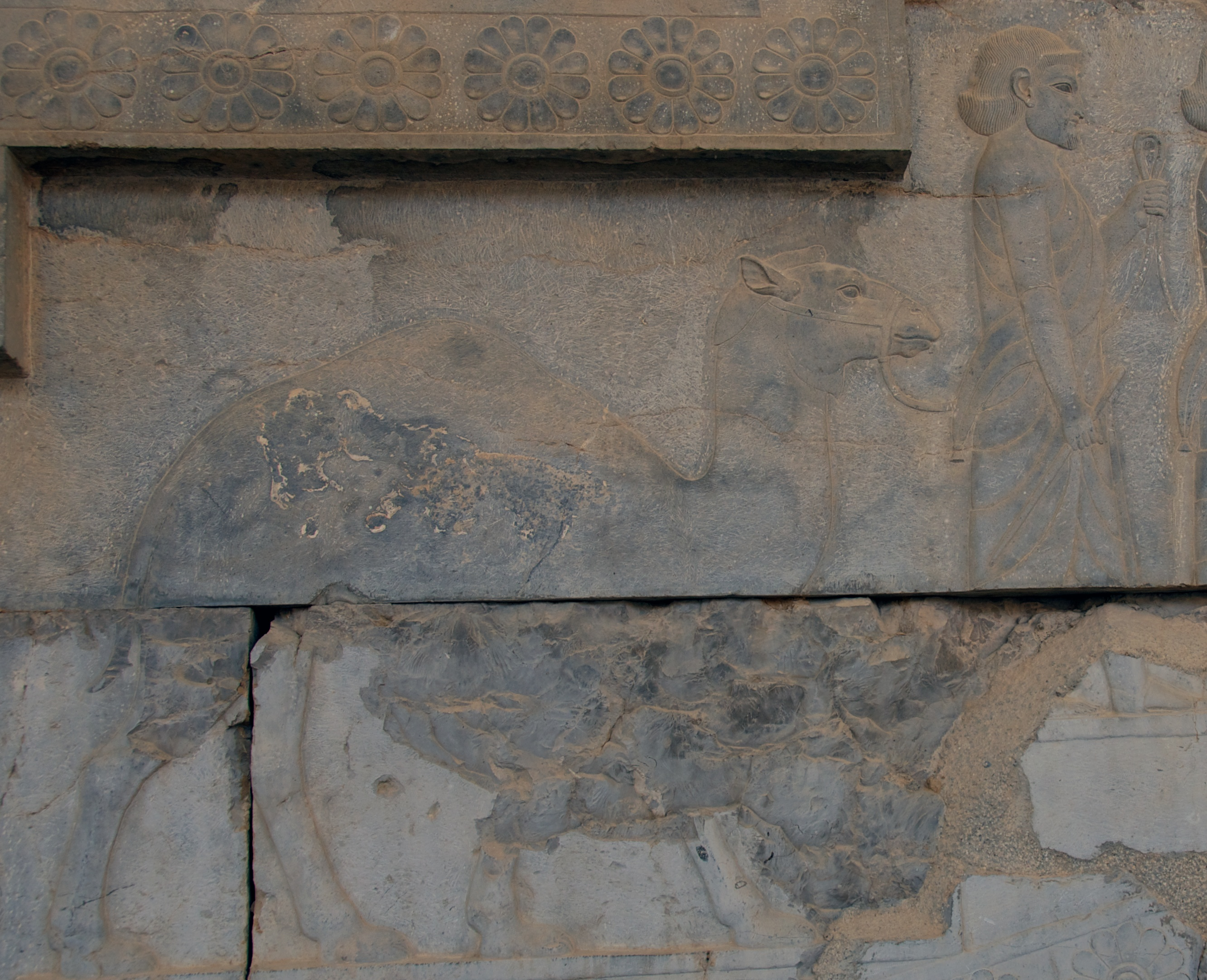
نقش لوفد عربي يضم جملًا عربيًا في أبادانا درج تخت جمشيد

لم يُعتبر العرب خاضعين للأخمينيين، كما كانت الشعوب الأخرى، وكانوا معفيين من الضرائب. وبدلًا من ذلك، قدموا ببساطة 1000 قطعة من اللبان كل عام. كما ساعدوا الأخمينيين في غزو مصر من خلال توفير جلود الماء للقوات الفارسية التي عبرت الصحراء.
تم تسجيل العرب في الجيش الأخميني وشاركوا في غزو الفرس الثاني لليونان (479-480 قبل الميلاد). يصور الجندي العربي في خدمة الأخمينيين في نقش رستم على القبور الإمبراطورية.